# Будзув (гмина)
Будзув (пол. Budzów) — сельская гмина (волость) в Польше, входит как административная единица в Сухский повет, Малопольское воеводство. Население — 8246 человек (на 2004 год).

## Демография
| Перепись                       | Всего   | Всего | Женщины | Женщины | Мужчины | Мужчины |
| ------------------------------ | ------- | ----- | ------- | ------- | ------- | ------- |
| Единицы                        | человек | %     | человек | %       | человек | %       |
| Население                      | 8246    | 100   | 4096    | 49,7    | 4150    | 50,3    |
| Плотность населения (чел./км²) | 112,3   | 112,3 | 55,8    | 55,8    | 56,5    | 56,5    |

## Соседние гмины
1. Гмина Лянцкорона
2. Гмина Макув-Подхаляньски
3. Гмина Пцим
4. Гмина Сулковице
5. Гмина Стрышув
6. Гмина Токарня
7. Гмина Зембжице